# From Leadville to Aspen: A Hold-Up in the Rockies
From Leadville to Aspen: A Hold-Up in the Rockies je americký němý film z roku 1906. Režisérem je G. W. Bitzer (1872–1944). Film trvá zhruba 8 minut.

## Děj
Bandité zastaví vlak projíždějící Skalnatými horami, okradou cestující a pokusí se utéct. Jsou však zadrženi na nejbližší stanici.